# Omar El Gouzi
Omar El Gouzi (16 augustus 1999, Peschiera del Garda) is een Italiaans, Marokkaanse wielrenner, die in 2022 en 2023 als beroepsrenner uitkwam voor Bardiani-CSF-Faizanè. Hij maakte deze overstap na in 2021 onder meer negende geworden te zijn in de Ronde van Italië voor beloften. Sinds 2023 komt El Gouzi uit voor Marokko. Daarvoor reed El Gouzi voor Italië.

## Resultaten in voornaamste wedstrijden
|      | \| Jaar \| Milaan-San Remo \| Ronde van Lombardije \| \| WK op de weg \| \| ---- \| --------------- \| -------------------- \| \| ------------ \| \| 2022 \| 120e \| 98e \| \| \| \| 2023 \| \| \| \| opgave \| |                      |  |              |
| Jaar | Milaan-San Remo | Ronde van Lombardije |  | WK op de weg |
| 2022 | 120e | 98e                  |  |              |
| 2023 | |                      |  | opgave       |

## Ploegen
- 2019 –  Tirol KTM Cycling Team
- 2020 –  Iseo Serrature-Rime-Carnovali
- 2021 –  Iseo Serrature-Rime-Carnovali
- 2022 –  Bardiani-CSF-Faizanè
- 2023 –  Green Project-Bardiani-CSF-Faizanè
- 2024 –  Albiono Pro Cycling

Battaglin · Bonillo · Cañaveral · Colnaghi · Covili · El Gouzi · Fiorelli · Gabburo · Marcellusi · Martinelli · Mazzucco · Modolo · Mulubrhan (vanaf 21/4) · Nieri · Pellizzari · Pinarello · Rastelli · Santaromita · Tarozzi · Tolio · Tonelli · Trainini (tot 5/4) · Visconti (tot9/3) · Zana · Zanoncello · Zoccarato · Magli (stagiair)
Bonillo · Colnaghi · Conforti · Covili · El Gouzi · Fiorelli · Gabburo · Lucca · Magli · Marcellusi · Martinelli ·  Mulubrhan · Nieri · Paletti · Pellizzari · Petrucci (tot 9/2) · Pinarello · Rastelli · Santaromita · Scalco · Scott (tot 20/7) · Tarozzi · Tolio · Tonelli · Zanoncello · Zoccarato · Cadena (stagiair) · Cavallo (stagiair) · Rojas (stagiair)